# Минко Николов
Минко Николов Николов е литературен критик и историк, изследовател на съвременните западноевропейски литератури, преводач.

## Биография
Роден е на 2 април 1929 г. в Троян. Завършва гимназия в родния си град (1948) и Българска филология в Софийския университет (1951). Защитава дисертация върху творчеството на Христо Смирненски.
От 1955 г. работи в редакцията на в. „Литературен фронт“. Редактор в изд. „Български писател“ (1958–1959). Работи в Института за литература при БАН - научен сътрудник (1959) и старши научен сътрудник (1962). През 1956-57 г. чете лекции по българска литература в Хумболтовия университет в Берлин.
Прави опит за самоубийство с голяма доза сънотворни, а след лечението му в токсикологията на „Пирогов“ отива на почивка в Банкя. В последния ден на 1966 г. слага край на живота си като прерязва вените си.

## Творчество
Първите си статии и рецензии печата през 1948 г. във вестниците „Студентска трибуна“, „Народна младеж“ и „Литературен фронт“.
Проучва творчеството на Христо Смирненски, Антон Страшимиров, Георги Райчев, Христо Ясенов, Бертолт Брехт, осмисля философски и естетически новите явления в западноевропейския роман, включва се в оценката на текущия литературен живот.
Редактира „Стихотворения“ от Пеньо Пенев (1960), „Съчинения в седем тома“ на Антон Страшимиров (1962), сборника „Антон Страшимиров“.